# Kristoffer (helgon)
Sankt Kristoffer (Christóforos), grekiska Άγιος Χριστόφορος, död omkring 251, är inom Romersk-katolska kyrkan de vägfarandes skyddshelgon, och en av de fjorton nödhjälparna.  
Enligt den medeltida samlingen av helgonlegender, kallad Legenda aurea, levde en gång en storvuxen, skräckinjagande kananitisk man vid namn Reprobus. Han ville tjäna den mäktigaste kungen i världen och tog då tjänst hos en mäktig kung. Men då han upptäckte att kungen var rädd för djävulen drog han slutsatsen att djävulen var ännu mäktigare, och började så tjäna den Onde i stället. När Reprobus sedan upptäckte att djävulen var rädd för Kristus, förstod han att Kristus var ännu mäktigare och beslöt sig för att tjäna denne i stället. Reprobus sökte upp en eremit för att få vägledning. Eremiten sade åt honom att tjäna folket genom att hjälpa resande att ta sig över en flod som låg i närheten.
En dag kom ett litet barn till floden och Reprobus lyfte upp det och började bära det över floden. Men för varje steg Reprobus tog blev barnet tyngre och tyngre, och till slut kändes det som om han bar hela världen på sina axlar. Han frågade då: ”Vem är du?” Barnet svarade: ”Jag är Jesus som bär all världens synder.” Reprobus lär då ha blivit döpt av Jesus. Efter detta bytte han namn från Reprobus (ung. "ondskefull man") till Kristoffer ("Kristusbärare").
Han framställs bärande Jesus eller som en person med hundhuvud. Hundhuvudet är en sammanblandning av att han var från Kanaan och det latinska ordet för hund, canis.

## Fotogalleri

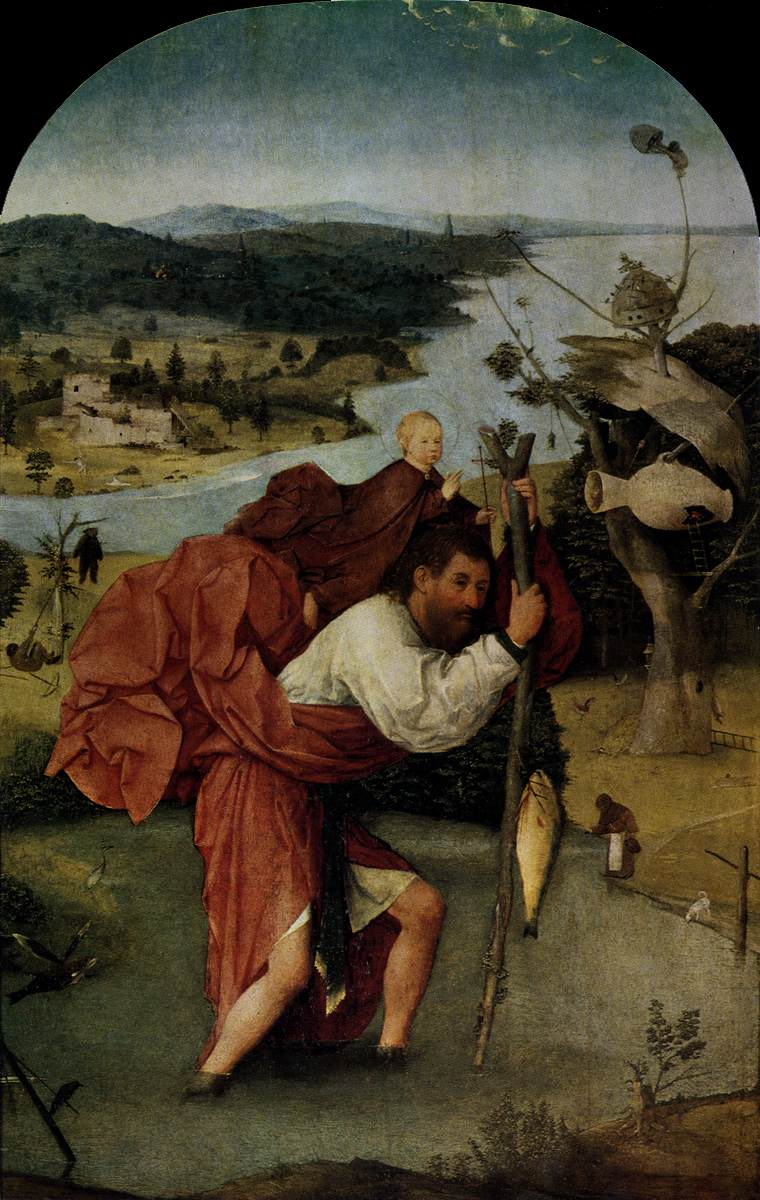
Hieronymus Bosch, Den helige Kristoffer bärande Jesusbarnet, oljemålning från cirka 1500.
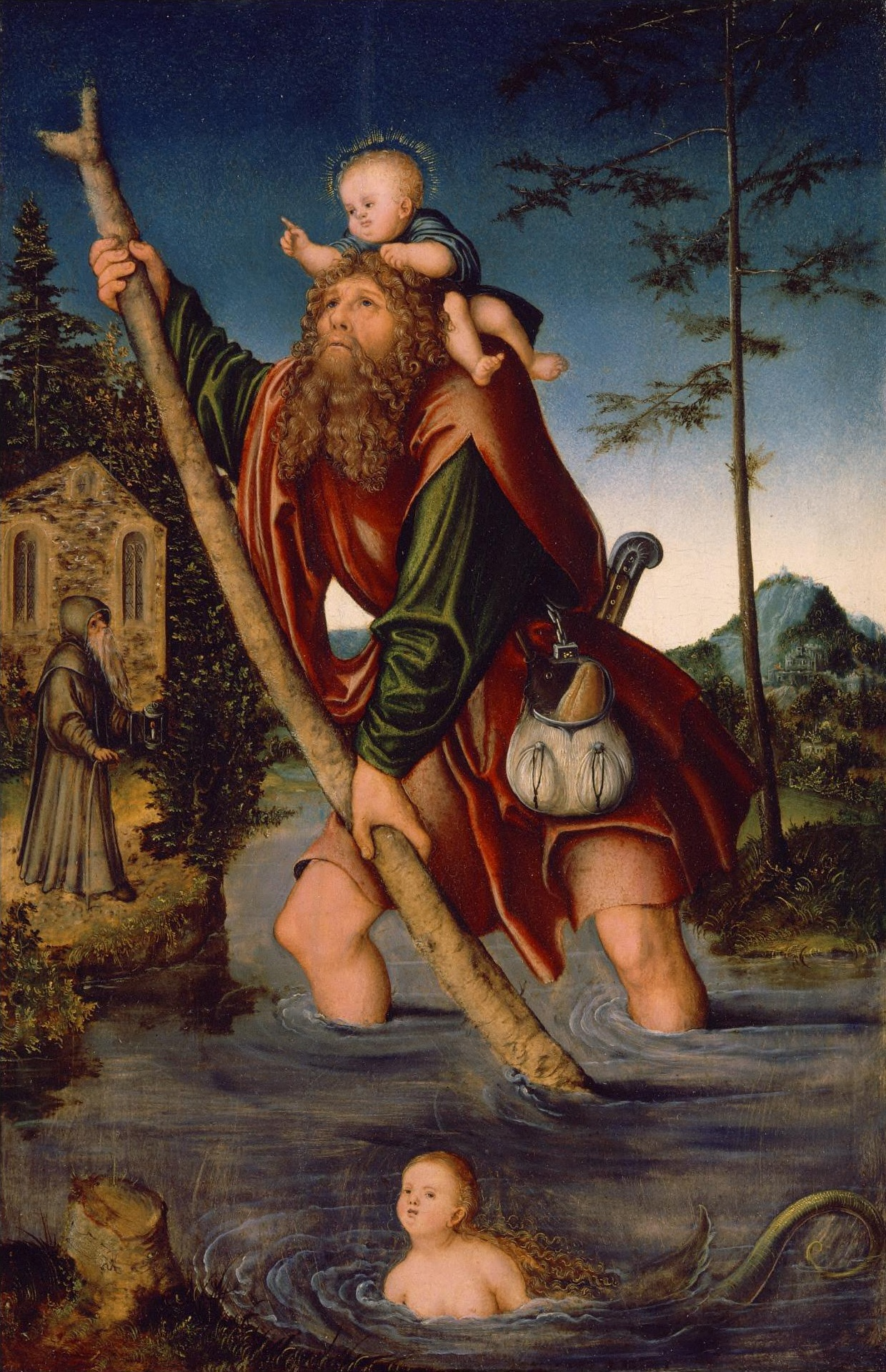
Sankt Kristoffer bär Jesusbarnet över floden i den klassiska helgonlegenden om honom. Målning av Lucas Cranach den äldre 1518-1520, Detroit Institute of Arts.